# Alexandre Tcherviakov
Alexandre Grigoriévitch Tcherviakov (en russe : Александр Григорьевич Червяков ; en biélorusse : Аляксандр Рыгоравіч Чарвякоў, Aliaksandr Ryhoravitch Tcharviakow), né le 25 février 1892 à Doukora et mort le 16 juin 1937 à Minsk, est un homme politique et révolutionnaire soviétique.

## Biographie

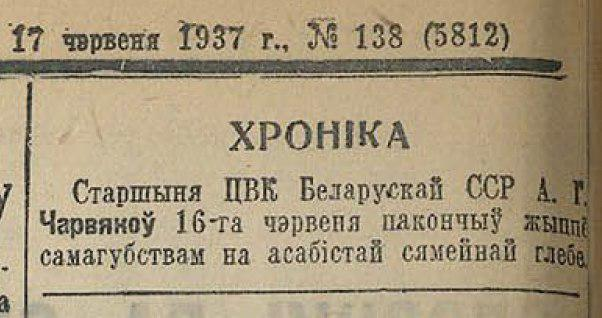
Note sur le suicide de Tcherviakov dans le journal biélorusse Zviazda en 1937.

Né en 1892 à Doukora, dans le raïon de Poukhavitchy, il rejoint en mai 1917 le parti bolchévique, dont il devient rapidement une importante figure. Cofondateur et premier dirigeant du parti communiste de Biélorussie (en), il est également chargé des affaires biélorusses au sein du commissariat du peuple aux nationalités de la république soviétique de Russie, dirigé par Staline.
En 1920, il est nommé président du Comité militaire révolutionnaire de Minsk, poste qui le conduit à s'impliquer dans la création de l'Union soviétique : le 30 décembre 1922, il est élu à la tête du comité exécutif central de l'URSS (en) aux côtés de Mikhaïl Kalinine, Grigori Petrovski et Nariman Narimanov. Il occupe ce poste jusqu'au 16 juin 1937, date à laquelle il est retrouvé mort par arme à feu dans son cabinet de travail, après avoir été accusé par les cadres du parti communiste biélorusse de ne pas mettre suffisamment d'efforts dans l'extermination des « ennemis du peuple » ; la presse rapporte qu'il s'est suicidé pour motifs familiaux.